# Redoute Spek en Brood
Redoute Spek en Brood was een in 1605 aangelegde redoute die deel uitmaakte van de Linie van Oostburg.
De redoute bevond zich tussen het Fort Nijevelt en de Cathalijneschans in, en was daarmee door een liniedijk verbonden. Ze lag ten zuiden van de Brugsche Vaart, het tegenwoordige Groote Gat. In 1673 werd de linie, en de bijbehorende versterkingen, opgeheven.
In 2010 werd de redoute hersteld en de liniedijk naar het, eveneens gereconstrueerde, Fort Nijevelt opnieuw opgeworpen. Een wandelpad verbindt beide versterkingen.